# Revue alsacienne illustrée

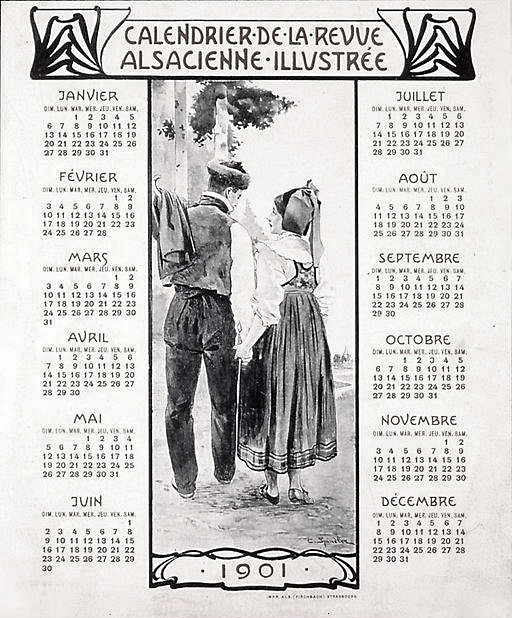
Charles Spindler: Kalender der Revue alsacienne illustrée 1901

Die Revue alsacienne illustrée (Illustrirte Elsässische Rundschau) war eine Elsässer-Kunstzeitschrift, die von Charles Spindler, Anselm Laugel und Pierre Bucher von 1898 bis 1914 in Straßburg herausgegeben wurde. Hinweis: Der deutsche Titel entspricht der damaligen Orthografie.

## Geschichte
Spindler orientierte sich an der Zeitschrift Jugend (München, 1896), ein aufwändig gestaltetes Periodikum, das Werke erstklassiger Künstler veröffentlichte. Sie war zweisprachig, der französische Titel war aber immer hervorgehoben, als Zeichen der Unabhängigkeit vom Deutschen Reich. Ein Ziel der Zeitschrift war es, dem Elsass die eigene Identität bewusst zu machen und das Selbstbewusstsein zu stärken. Politisch setzte man sich vom „preußischen“ Staatsverständnis ab als demokratische, soziale Gemeinschaft. Im deutschen Elsass wurde Kritik an Deutschland gerne unter dem Preußen-Klischee geübt, siehe z. B. die Karikaturen von Jean-Jacques Waltz. Die Zeitschrift war eng mit der Künstlervereinigung Cercle de Saint-Léonard (1896–1914) verbunden. Von 1901 bis 1914 erschienen 14 Bände, jeweils ein Band pro Jahr. Ab 1912 wurden zusätzlich die Cahiers alsaciens (Elsässer Hefte) herausgegeben, eine mehr politisch orientierte Zeitschrift. Die Herausgeber und ihre Freunde waren auch maßgeblich an der Gründung des Musée Alsacienne im Jahr 1902 in Straßburg beteiligt. Die Beiträge der Zeitschrift bestanden aus längeren Texten zu Bräuchen, Bauwerken, Kunstwerken und ähnlichem. Dazu waren Abbildungen neuer Gemälde, Stiche und Zeichnungen enthalten. Als Beispiel die Verfasser, auszugsweise, des 7. Bands von 1905. Autoren: Anselm Laugel, Ferdinand Dollinger, Maurice Barrès, Romain Rolland; Abbildungen: Eugène Ensfelder, Franz Xaver Winterhalter, Hans Baldung, Joseph Sattler, Léo Schnug. Außerdem wurde die Restauration der Hohkönigsburg in mehreren Beiträgen diskutiert. Hinweis: Unter der angegebenen Adresse sind alle Bände online abrufbar.